# Estigmene lativitta
Estigmene lativitta är en fjärilsart som beskrevs av Moore 1879. Estigmene lativitta ingår i släktet Estigmene och familjen björnspinnare. Inga underarter finns listade i Catalogue of Life.